# Liste der kubanischen Botschafter in Polen
Die kubanische Botschaft befindet sich in der Tadeusza Rejtana 8 in Warschau.

## Geschichte
1930 erhielt Henri Fernandez y Diaz und am 12. Februar 1931 Isbert Adam Exequatur als Konsul in für die Freie Stadt Danzig.
Die Regierungen der Volksrepublik Polen und Kuba nahmen am 19. und 20. April 1960 durch einen Notenwechsel diplomatische Beziehungen auf.
| Ernannt / Akkreditiert | Name                           | Bemerkung | ernannt während der Regierung von | akkreditiert während der Regierung von | Posten verlassen |
| ---------------------- | ------------------------------ | --- | --------------------------------- | -------------------------------------- | ---------------- |
| 1939                   | Guillermo de Blanck y Menocal  | | Federico Laredo Bru               | Bolesław Wieniawa-Długoszowski         | 1946             |
| 7. Nov. 1960           | Salvador Massip Valdés         | | Osvaldo Dorticós Torrado          | Aleksander Zawadzki                    | 1965             |
| 13. Dez. 1962          | Rafael Hernandez Martinez      | Geschäftsträger 1987: Botschafter in Ottawa | Osvaldo Dorticós Torrado          | Aleksander Zawadzki                    |                  |
| 5. Juni 1963           | Fernando L. Florez Ibarra      | | Osvaldo Dorticós Torrado          | Marian Spychalski                      |                  |
| 14. Aug. 1969          | Jesús E. Mendizabal Perez      | Geschäftsträger | Osvaldo Dorticós Torrado          | Marian Spychalski                      |                  |
| 23. Dez. 1969          | Nicolas Rodriguez Astrazarain  | Geschäftsträger | Osvaldo Dorticós Torrado          | Józef Cyrankiewicz                     |                  |
| 12. Juni 1971          | Jorge Bolaños                  | Jorge Alberto Bolaños Suárez (* 7. November 1936 in Puerto Padre), 1986: Botschafter in Brasilia | Henryk Jabłoński                  |                                        |                  |
| 4. Sep. 1974           | Jesús Barreiro González        | | Henryk Jabłoński                  | Fidel Castro                           | 1976             |
| 20. Dez. 1978          | Raul Fomell Delgado            | | Henryk Jabłoński                  | Fidel Castro                           |                  |
| 15. Aug. 1983          | Quintin Pino Machado           | | Wojciech Jaruzelski               | Fidel Castro                           |                  |
| 28. Nov. 1985          | Narciso Martín Mora Díaz       | | Wojciech Jaruzelski               | Fidel Castro                           |                  |
| 21. Sep. 1988          | Isabel Allende Karam           | | Lech Wałęsa                       | Fidel Castro                           |                  |
| 25. März 1992          | Ana Maria Rovira Ingidua       | | Aleksander Kwaśniewski            | Fidel Castro                           |                  |
| 17. März 1997          | Alberto Dennys Guzman Perez    | Geschäftsträger | Aleksander Kwaśniewski            | Fidel Castro                           |                  |
| 1. März 2002           | Jorge Fernando Lefebre Nicolas | | Lech Kaczyński                    | Fidel Castro                           |                  |
| 21. Nov. 2006          | Rosario Navas Morata           | (* 1948 in Havanna). Sie studierte Rechts- und Politikwissenschaften. Während des Studiums war sie Mitglied im Kommunistischen Jugendverband (: Unión de Jóvenes Comunistas, UJC Spanisch). 1976 war sie Gesandtschaftssekretärin Erster Klasse in Angola weitere Stationen waren Rom, Brüssel und UN-Hauptquartier. Ab 1994 war die Botschafterin in Madrid | Lech Kaczyński                    | Raúl Castro                            |                  |
| 12. Jan. 2012          | Juan Dagoberto Castro Martinez | [ 2 ] | Bronisław Komorowski              | Raúl Castro                            |                  |